# Spongites decipiens
Spongites decipiens (Foslie) Y.M. Chamberlain, 1993  é o nome botânico  de uma espécie de algas vermelhas pluricelulares do gênero Spongites, família Corallinaceae, subfamília Mastophoroideae.
São algas marinhas encontradas na Índia, Rússia, Califórnia e México.

## Sinonímia
- Lithothamnion decipiens  Foslie, 1897
- Lithophyllum decipiens  (Foslie) Foslie, 1900
- Hydrolithon decipiens  (Foslie) W.Adey, 1970